# Tastuba
Tastuba (ros. Тастуба) – wieś (sieło) w Rosji, w Baszkortostanie, w rejonie duwańskim. W 2010 liczyła 1148 mieszkańców.